# Brassica rapa
Brassica rapa, también conocido como nabo silvestre o yuyo, es una especie constituida por muchas subespecies ampliamente cultivadas a lo largo del mundo y aparece también como especie pionera de manera silvestre. Entre los cultivos como el nabo, la mizuna, la col china, el bok choy, el rapini y la Brassica rapa subsp. oleifera, una planta de la cual se extrae aceite vegetal de la semilla.
El aceite hecho a partir de las semillas de ciertas variedades (no muy numerosas) es llamado colza, lo que provoca que algunas veces sean confundidas con Brassica napus, pero esta planta proviene de una especie diferente dentro de las brasicáceas. El aceite de colza se elabora principalmente con semillas de Brassica napus (colza) y Brassica juncea (mostaza).
En el siglo XVIII, el nabo y sus variantes utilizadas para la producción de aceite eran conocidas como especies diferentes por Carlos Linneo, quien las llamó Brassica rapa y Brassica campestris. Los taxonomistas del siglo XX descubrieron que aquellas plantas eran interfértiles, por lo que pertenecían a la misma especie. Ya que la primera clasificación taxonómica del nabo fue realizada por Linneo, el nombre Brassica rapa fue adoptado, descartándose Brassica campestris.

## Principales subespecies
| Nombre               | Imagen | Nombre científico                  |
| -------------------- | ------ | ---------------------------------- |
| Nabo                 |        | Brassica rapa subsp. rapa          |
| Grelo (brote floral) |        | Brassica rapa var. rapa            |
| Col china            |        | Brassica rapa subsp. pekinensis    |
| Bok choy             |        | Brassica rapa subsp. chinensis     |
| Mizuna               |        | Brassica rapa subsp. nipposinica   |
| Komatsuna            |        | Brassica rapa subsp. perviridis    |
| Tatsoi               |        | Brassica rapa subsp. narinosa      |
| Mostaza de campo     |        | Brassica rapa subsp. oleifera      |
| Mostaza amarilla     |        | Brassica rapa subsp. trilocularis  |
| Choy sum             |        | Brassica rapa subsp. parachinensis |